# Otites stigma
Otites stigma är en tvåvingeart som först beskrevs av Friedrich Georg Hendel 1911.  Otites stigma ingår i släktet Otites och familjen fläckflugor. Inga underarter finns listade i Catalogue of Life.